# Zostérops de Stalker
Tephrozosterops stalkeri
Genre
Espèce
Statut de conservation UICN

 LC  : Préoccupation mineure
Le Zostérops de Stalker (Tephrozosterops stalkeri) est une espèce de passereaux appartenant à la famille des Zosteropidae, l'unique représentante du genre Tephrozosterops.

## Répartition
Elle est endémique de l'île de Céram en Indonésie.